# Cycas sexseminifera
Cycas sexseminifera é uma espécie de cicadófita do género Cycas da família Cycadaceae, nativa do oeste de Guangxi (China) e norte de Cao Bang e Thanh Hoa, no Vietname. Segundo dados de 2010, a população tende a descrescer.